# 河内郵便局 (大阪府)
河内郵便局（かわちゆうびんきょく）は、大阪府東大阪市にある郵便局。民営化前の分類では集配普通郵便局であった。

## 概要
住所：〒578-8799 大阪府東大阪市菱江1-14-29
局名は、1967年（昭和42年）の合併まで、現在の東大阪市を構成していた3市のうちの1つである河内市に由来している。

## 沿革
- 1940年（昭和15年）9月1日 - 開局。
- 1949年（昭和24年）3月15日 - 特定郵便局から普通郵便局に局種別改定[1]。
- 1955年（昭和30年）3月1日 - 玉川郵便局から河内郵便局に改称[2]。
- 1961年（昭和36年）11月1日 - 和文電報受付および電話通話業務を開始。
- 1967年（昭和42年）4月10日 - 東大阪市岩田町四丁目から同市菱江に移転。
- 1981年（昭和56年）7月 - 局舎落成。
- 2000年（平成12年）8月14日 - 外国通貨の両替および旅行小切手の売買に関する業務取扱を開始。
- 2007年（平成19年）10月1日 - 民営化に伴い、併設された郵便事業河内支店に一部業務を移管。
- 2012年（平成24年）10月1日 - 日本郵便株式会社発足に伴い、郵便事業河内支店を河内郵便局に統合。

## 取扱内容
- 郵便、印紙、ゆうパック、内容証明
- 貯金、為替、振替、振込、国際送金、国債、投資信託
- 生命保険、バイク自賠責保険、自動車保険
- ゆうちょ銀行ATM
- 東大阪市内の一部地域（旧河内市の区域）（「578-09xx」区域）の集配業務
- ゆうゆう窓口

## 風景印
- 図柄はラグビーボールの外枠（変形印）に東大阪市花園ラグビー場、鴻池新田会所。局名表記は「河内」
- 使用開始日は1989年（平成元年）12月28日

## 周辺
- 河内警察署
- 大阪府立たまがわ高等支援学校

## アクセス
- 近鉄奈良線 河内花園駅から徒歩約15分
- 近鉄バス 菱江停留所から東へ約500m
- 阪神高速東大阪線 中野出入口もしくは東大阪荒本出入口から南東へ約2km
- 大阪府道15号八尾茨木線沿い。
- 駐車場あり：18台